# Coffea pocsii
Coffea pocsii är en måreväxtart som beskrevs av Diane Mary Bridson. Coffea pocsii ingår i släktet Coffea och familjen måreväxter. Inga underarter finns listade i Catalogue of Life.